# Wladimir Lwowitsch Burzew

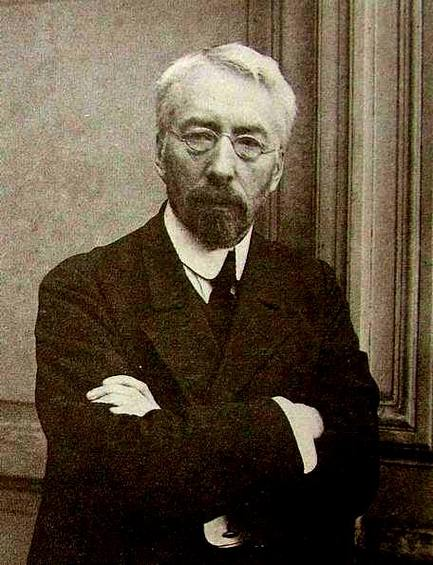
Wladimir Burzew

Wladimir Lwowitsch Burzew (russisch Владимир Львович Бурцев Burcev, Vladimir Lʹvovič; geboren am 17. September 1862 in Ufa; nach anderen Angaben in Fort-Aleksandrowskij, heute Fort Schewtschenko; gestorben am 21. August 1942 in Paris) war ein russischer Revolutionär, der versuchte, die Agenten der zaristischen Geheimpolizei zu enttarnen. Er galt als „Sherlock Holmes der russischen Revolution“.

## Leben
Geboren wurde er in Fort Alexander, wo sein Vater als Stabskapitän in der Festungsbesatzung diente. Seine Kindheit verbrachte er in der Familie seines Onkels, eines reichen Kaufmanns in Ufa. Er besuchte das Gymnasium in Ufa und danach in Kasan, das er 1882 abschloss.
Er studierte an der physikalisch-mathematischen Fakultät der Universität St. Petersburg. 1882 wurde er für die Teilnahme an Studentenunruhen exmatrikuliert. In der Universität Kasan wieder angenommen, wurde Burtsev 1885 wegen Mitgliedschaft in Narodnaja Wolja (Volkswillen) verhaftet und nach einem Jahr Haft in der Peter-und-Paul-Festung im Jahre 1886 ins östliche Sibirien ins Dorf Malyshevskoye (Provinz Irkutsk) verbannt.
Nachdem er 1888 aus Sibirien in die Schweiz geflüchtet war, war er im Ausland in der Ausgabe der Zeitung „Samouprawlenije“ beteiligt, veröffentlichte sein Buch „Weißer Terror unter Alexander III.“, das Buch „Sibirien und Exil“ mit dem US-amerikanischen Journalisten und Entdecker George Kennan. Im Jahre 1889 gab er in Genf mit Michail Dragomanow die Zeitung Swobodnaja Rossija (Freies Russland, La Russie libre, 1889–1891) heraus, die aber nach der dritten Ausgabe eingestellt wurde. Die Polizei hielt ihn für einen Anarchisten.
Im Jahre 1890 wurde Burzew in Paris vorgeworfen, an Bombenattentaten beteiligt gewesen zu sein, die vom Agent Provocateur Adam Moischewitsch Gekkelman-Landezen (tatsächlich Arkadij Michailowitsch Garting) organisiert worden waren.
1891 zog er nach Paris, wo er mit Sozialrevolutionären in Berührung kam. Er zog weiter nach London, wo er 1898 wegen Anstiftung zum Terrorismus in Russland zu Zwangsarbeit verurteilt wurde.
Noch im gleichen Jahr kehrte er in die Schweiz zurück und wechselte mit falschen Papieren ständig den Wohnsitz. In Genf gab er Narodowolez (Volksvolontär) heraus. 1903 wurde er hier bei der Verhaftung des zaristischen Agenten Henri Bint entdeckt und ausgewiesen.
1908/09 enttarnte er in Paris Jewno Asef.
Als er 1914 nach Russland zurückkehrte, um sich als Kriegsfreiwilliger zu melden, wurde er beim Grenzübertritt verhaftet. Wegen Beleidigung des Zaren wurde er am 5. Februar 1915 auf Lebenszeit nach Sibirien verbannt. Aufgrund der öffentlichen Empörung in Frankreich wurde er am 2. August 1915 begnadigt.
Am 8. Februar 1918 wurde er auf Befehl des Volkskommissars für Justiz, des linken Sozialrevolutionärs Isaac Steinberg aus Russland ausgewiesen. Er ging zunächst nach Finnland und dann nach Frankreich, wo er in Paris die Herausgabe der Zeitung „Common Cause“ (1918–1922, 1928–1931, 1933–1934) übernahm.
1919–1920 traf er sich auf der Krim und im Nordkaukasus mit Denikin und Wrangel. Später stand er mit beiden in Korrespondenz.
1921 war er einer der Gründer und Mitglied des Präsidiums der Russischen Nationalen Komitees (antisowjetisch) und Mitherausgeber der Zeitschrift "Der Kampf um Russland" (1926–1931).
In den 30er Jahren gab Bourtsev antifaschistische Artikel heraus und kämpfte gegen Antisemitismus. Insbesondere im Zusammenhang mit dem Berner Prozess 1934–1935 hat er auf die Unechtheit der „Protokolle der Weisen von Zion“ hingewiesen. 1938 veröffentlichte er ein Buch, in dem er behauptet, von der Fälschung der Protokolle durch die zaristische Ochrana informiert worden zu sein.
Er wurde auf dem russischen Friedhof Sainte-Geneviève-des-Bois bei Paris beigesetzt.

## Veröffentlichungen
- Der Zar und die auswärtige Politik. Eberhard Frowein Verlag, Berlin 1910.
- Seid verflucht, ihr Bolschewiki!. Der Freie Verlag, Bern 1918.
- Der Kampf gegen den Bolschewismus – über alles! Verlag „Gemeinsame Sache“, Berlin 1920.